# Sparkasse Geseke
Die Sparkasse Geseke ist eine dem gemeinen Nutzen dienende öffentlich-rechtliche Sparkasse im Kreis Soest mit Sitz in Geseke in Nordrhein-Westfalen. 

## Organisation
Als Anstalt des öffentlichen Rechts unterliegt die Sparkasse Geseke dem Sparkassengesetz Nordrhein-Westfalen. Die zuständige Aufsichtsbehörde ist die Bundesanstalt für Finanzdienstleistungsaufsicht (BaFin) mit Sitz in Bonn und Frankfurt/Main. Der zuständige Sparkassenverband ist der Sparkassenverband Westfalen-Lippe mit Sitz in Münster. Hierüber ist die Sparkasse dem Deutschen Sparkassen- und Giroverband e. V., Berlin und Bonn, angeschlossen. Die Sparkasse ist Mitglied im bundesweiten Haftungsverbund der Sparkassen-Finanzgruppe. 

## Geschäftstätigkeit
Die Sparkasse Geseke führt ihre Geschäfte nach kaufmännischen Grundsätzen. Die Erzielung von Gewinn ist nicht Hauptzweck des Geschäftsbetriebes. Das satzungsgemäße Geschäftsgebiet ist das Gebiet des Trägers (Stadt Geseke), sowie die umliegenden Städte. 
Als Kreditinstitut betreibt sie das Einlagen- und das Kreditgeschäft sowie die sonstigen banküblichen Dienstleistungsgeschäfte. Zu ihren Aufgaben gehören nach § 2 Abs. 1 Sparkassengesetz NRW vor allem die geld- und kreditwirtschaftliche Versorgung der Bevölkerung und der Wirtschaft, insbesondere des Geschäftsgebietes und ihres Trägers.

Die Sparkasse Geseke wies im Geschäftsjahr 2023 eine Bilanzsumme von 338,31 Mio. Euro aus und verfügte über Kundeneinlagen von 257,89 Mio. Euro. Gemäß der Sparkassenrangliste 2023 liegt sie nach Bilanzsumme auf Rang 350. Sie unterhält 3 Filialen/Selbstbedienungsstandorte und beschäftigt 60 Mitarbeiter.

## Geschäftsstellen
- Hauptstelle in Geseke